# Giros
Giros es el segundo álbum de estudio del cantante argentino Fito Páez. Fue lanzado en 1985 bajo la discográfica EMI. El álbum es considerado por la crítica especializada como el verdadero puntapié inicial en la carrera del cantautor, y como una obra mejor lograda que Del 63; con mejores arreglos, un mejor sonido y canciones con temáticas mucho más profundas. También es considerado como uno de los mejores álbumes de Páez.[cita requerida]
En lo musical, el álbum explora diversos géneros: la canción «Giros» puede ser considerado un tango, mientras que «Yo vengo a ofrecer mi corazón» tiene fuerte un ritmo como de chacarera y «DLG» asemeja una melodía como de baguala. La temática gira por momentos alrededor de la cuestión social. Temas como «Yo vengo a ofrecer mi corazón» y «11 y 6» se han convertido en himnos de la música popular en Argentina.[cita requerida]
En 2015, a treinta años de su lanzamiento, se estrenó una nueva versión remasterizada y extendida de Giros, la cual fue revisada por el propio Páez.

## Grabación
En una entrevista, para la época de la grabación, el músico argentino Tweety González contó que vivía con sus padres, y fue en el garaje de ellos que junto con Fito Páez, hicieron una preproducción de la grabación del álbum.
En una entrevista de 1985 para la revista argentina especializada en rock nacional Pelo, Páez describió el proceso de grabación del álbum de la siguiente manera.

El disco es como una especie de desnudo. Grabé cosas muy fuertes que yo tenía guardadas. Saqué un rock and roll, una chacarera y una baguala, cosas que no había hecho nunca. Mucho no me gusta explicar las cosas. Es como que tu obra está ahí cocinada.
Fito Páez

## Lista de canciones
Todas las canciones fueron escritas y compuestas por Fito Páez.
| N.º   | Título                          | Duración |  |
| 1.    | «Giros»                         | 3:45     |  |
| 2.    | «Taquicardia»                   | 2:01     |  |
| 3.    | «Alguna vez voy a ser libre»    | 3:56     |  |
| 4.    | «11 y 6»                        | 2:58     |  |
| 5.    | «Yo vengo a ofrecer mi corazón» | 3:34     |  |
| 6.    | «Narciso y Quasimodo»           | 3:34     |  |
| 7.    | «Cable a tierra»                | 3:25     |  |
| 8.    | «Decisiones apresuradas»        | 2:42     |  |
| 9.    | «DLG»                           | 4:33     |  |
| 30:28 |                                 |          |  |

## Créditos

### Banda estable
- Fito Páez (Rodolfo Páez, n. 1963): grand piano en 1, 2, 3, 4 y 7; piano acústico en 9; DX7 en 1, 3, 5 y 6; jupiter roland en 2 y 4; OBX A en 8; DW 6000 en 9; voz.
- Fabián Gallardo (Fabián Enrique Gallardo, n. 1961): guitarra eléctrica, tabletas "Oroño" en 3, guitarra criolla en 5 y 6, guitarra acústica en 8 y 9.
- Tweety González (Fabián Andrés González, n. 1963): OBX A en 1, 3 y 8; piano acústico en 3; DMX en 4, 5, 6, 8 y 9; jupiter Roland en 5 y 6; DX7 en 1 (solo de bandoneón).
- Paul Dourge (n. 1961): bajo eléctrico, DX7 en 8.
- El Tuerto Wirtz (Daniel Osvaldo Wirtz, 1958-2008): batería en 1, 2 y 3; redoblante y charleston en 8.

### Músicos invitados
- Pedro Aznar (n. 1959): guitarra roland GR 300 con Expander OBX; voces, arreglo y producción de viento y voces en 4.
- Fabiana Cantilo (n. 1959): voces en 5 y 9.
- Osvaldo Fattoruso (1948-2012): palitos, surdo y chapas en 5 y 6; güiro, tumbadoras y cencerros en 3.
- Mono Fontana (Juan Carlos Fontana, n. 1959): OBX, DX7 arpa y arreglo en 7.
- Pablo Rodríguez: saxo en 3.
- Norberto Campos: General Alcoholtieri en 8.

### Créditos
- Dirección Artística: Adrian Posse
- Arreglos: Twetty Gonzalez-Tuerto-Paul y Fito
- Secretaria de Dirección Artística: Noemi Mabel Maschio
- Fotografiá: Jose L. Perotta
- Técnico de Grabación: Mariano Lopez
- Técnico de Corte: Nano Suarez
- Mezcla: Mariano Lopez-Twetty Gonzalez
- Grabado en Estudios Moebio, 32 canales
- Fotos sobre interno: Sergio Veliz
- Idea de Tapa: Jose L. Perotta
- Realización: Rodolfo Ochambela

Agradecimientos: Mariano 106; Sergio Veliz; Ariel; Palito; Marcelo y Betty De Moebio; Carlos Piriz (El Nono Acústico); Osvaldo Fattorusso; Bigote Garcia (Charlie); Mono Fontona; L.A. Spinetta; Bar El Farolito; Ekuard; Los Ángeles Música; Pedro Aznar; Fabiana Cantilo; Chango Farias Gomez; Raul Sepulveda; Norberto Campos; Hugo Salguero; Pablo Rodriguez; Liliana Herrero; Juan Carlos Baglietto; Ruben Goldin; Fernando Moya; Mi familia.

## Miscelánea
- El músico argentino Luis Alberto Spinetta (1950-2012) fue el primero en escuchar el casete completo. Le preguntó a Fito si no tenía miedo de que él (Spinetta) le dijera que el disco no era un bueno, Fito respondió que todo lo contrario, que el hecho de poder presentarle este trabajo lo hacía desmayar de la emoción y la felicidad, una alegría imposible de explicar, pero nunca preocupación.[2]